# Wladimir Iwanowitsch Woronin

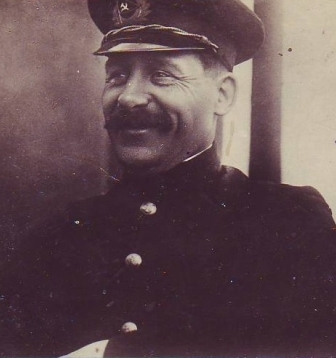
Wladimir Iwanowitsch Woronin (1934)

Wladimir Iwanowitsch Woronin (russisch Владимир Иванович Воронин; * 17. Oktoberjul. / 29. Oktober 1890greg. im Dorf Sumski Possad, Ujesd Kem; † 18. Oktober 1952 in Dikson) war ein russisch-sowjetischer Kapitän und Polarforscher.

## Leben
Woronin stammte aus einer alten Seefahrerfamilie. Sein Onkel 2. Grades Fjodor Woronin war an der Rettung der Österreichisch-Ungarischen Nordpolexpedition unter dem Kommando Carl Weyprechts und Julius von Payers 1874 beteiligt.
Im Alter von 8 Jahren wurde Woronin Schiffsjunge auf einem Fischerei-Segelboot an der Murmanküste. Ab dem Alter von 11 Jahren fuhr er auf Segelschiffen. Dann wurde er Matrose auf einem Dampfschiff.
Die Ausbildung an der Kemer Seefahrtschule, die Kapitäne der Kabotage-Schifffahrt ausbildete, schloss Woronin 1912 ab, worauf er als Steuermann 4. Klasse eingestuft wurde. Nach einer harten Zeit als jüngster Steuermann fuhr er als Nautiker auf Dampfschiffen der Archangelsk-Murmansk-Schnelldampfschifffahrtsgesellschaft. Das Studium an der Archangelsker Seefahrtschule schloss er 1916 im Ersten Weltkrieg ab. Er blieb im Dienst der Archangelsk-Murmansk-Schnelldampfschifffahrtsgesellschaft und fuhr auf der Fjodor Tschischow. Am 16. Mai 1918 wurde das Schiff auf der Fahrt nach Murmansk von dem U-Boot U 22 der deutschen Marine beschossen, sodass es sank. Der größte Teil der Mannschaft mit dem verwundeten Woronin, der die Evakuierung des Schiffes leitete, konnte sich retten.
Nach der Gesundung diente Woronin als Kapitän für Fernfahrten. Das erste Schiff, das er als Kapitän führte, havarierte an einem Felsen. Bei dem anschließenden Gerichtsverfahren wurde der 2. Steuermann zu drei Jahren Gefängnis und Verlust seines Diploms verurteilt, während Woronin mit dem Schrecken davonkam.  1920–1921 war Woronin an den Kara-Expeditionen beteiligt, mit denen Weizen aus Sibirien nach Archangelsk gebracht wurde.
1926 wurde Woronin Kapitän des Eisbrechers Georgi Sedow. Mit ihm nahm er 1928 an der Rettung der Expedition Umberto Nobiles teil.
In den Jahren 1929 und 1930 nahm Woronin an den von Otto Schmidt geleiteten wissenschaftlichen Expeditionen zum Franz-Josef-Land und nach Sewernaja Semlja teil. Auch war er am Aufbau der ersten Polarstation „Buchta Tichaja“ auf der Hooker-Insel in der Mitte des Franz-Josef-Lands beteiligt. Die im Nordostteil der Karasee entdeckten Inseln wurden nach den Expeditionsteilnehmern und auch Woronin benannt.
1932 gelang dem Eisbrecher Alexander Sibirjakow unter dem Kommando Woronin und unter Leitung Otto Schmidts die erste Durchfahrt von Archangelsk auf dem Nördlichen Seeweg in nur einer Schifffahrtsperiode ohne Überwinterung zwischendurch. Als in der Tschuktschensee durch Eis die Schiffsschraube brach, wurden Segel gesetzt, sodass das Schiff nach 2 Monaten und 5 Tagen die Beringstraße erreichte. Dafür wurde Woronin mit einem der ersten Leninorden ausgezeichnet.
Als Otto Schmidt eine weitere Expedition im Arktischen Ozean auf dem Nördlichen Seeweg unternehmen sollte, lud er im März 1933 Woronin ein, als Kapitän wieder das Kommando zu übernehmen. Woronin war Kapitän des Frachtschiffs Tscheljuskin, das für die Expedition benutzt werden sollte. Wegen fehlender Verstärkungen hielt er das Schiff für den Arktischen Ozean für ungeeignet, sodass er sich zunächst weigerte. Als ihm ein Ersatz in Murmansk versprochen wurde, fuhr er doch los und dann auch weiter, weil es keinen Ersatz gab. Dank einer günstigen Eisdrift erreichte er am 4. November 1933 die Beringstraße. Als dann die Eisdrift sich umkehrte, trieb das Schiff zurück in die Tschuktschensee. Am 13. Februar 1934 brach der Rumpf des Schiffs, Wasser drang ein, und die Mannschaft rettete sich und die Ladung auf eine Eisscholle. Eine Wohnhütte für 104 Personen und eine Bäckerei wurden gebaut. Otto Schmidt hielt Vorlesungen über Philosophie. Als im März 1934 der Pilot Anatoli Ljapidewski die vermisste Expedition auf der Eisscholle entdeckt hatte und eine Start- und Landebahn auf der Eisscholle freigeräumt worden war, landete er am 5. März 1934 mit einer Tupolew TB-1 und flog die ersten Schiffbrüchigen aus. Bis April 1934 wurde mit 24 Flügen die gesamte Mannschaft ausgeflogen, worauf die Teilnehmer der Operation als die ersten Helden der Sowjetunion ausgezeichnet wurden.

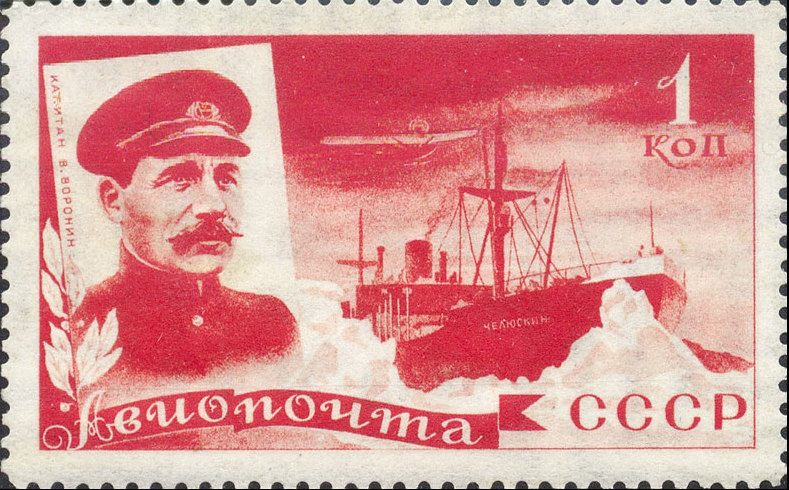
Woronin-Briefmarke der Post der UdSSR (1935)

1934 wurde Woronin Kapitän des Eisbrechers Jermak. 1935 ließ er sich mit seiner Familie in Leningrad nieder. Dort erschien seine autobiografische Erzählung über das Leben auf dem Meer. 1937 wurden in seinem Namen der Bibliothek und der Schule in Sumski Possad mehr als 50 Bücher gespendet und 1000 Rubel zugeteilt. Im Januar 1938 war er an der Evakuierung der Polarforscher der ersten driftenden Polarstation Nordpol-1 beteiligt. 1938 wurde er Kapitän des neuen Eisbrechers Josef Stalin (nach 1958 umbenannt in Sibir). 1939 ließ er sich krankheitshalber beurlauben.
Nach Beginn des Deutsch-Sowjetischen Kriegs kehrte Woronin in den aktiven Dienst zurück und wurde Anfang 1942 in Archangelsk Senior-Lotse für den Nördlichen Seeweg. Im ersten Kriegswinter wurde ihm die Führung eines im Dwinabusen bei Molotowsk
eingefrorenen Zerstörers übertragen. Als er durch Eisbrecher nicht befreit werden konnte und die Vorräte knapp wurden, führte Woronin den dorthin geschickten Pferdeschlittenzug auf dem Eis zurück. Darauf kommandierte er einen Eisbrecher zur Begleitung von Schiffen auf dem Nördlichen Seeweg nach Murmansk unter schwierigen meteorologischen Bedingungen und Bedrohung durch feindliche Flugzeuge und U-Boote.

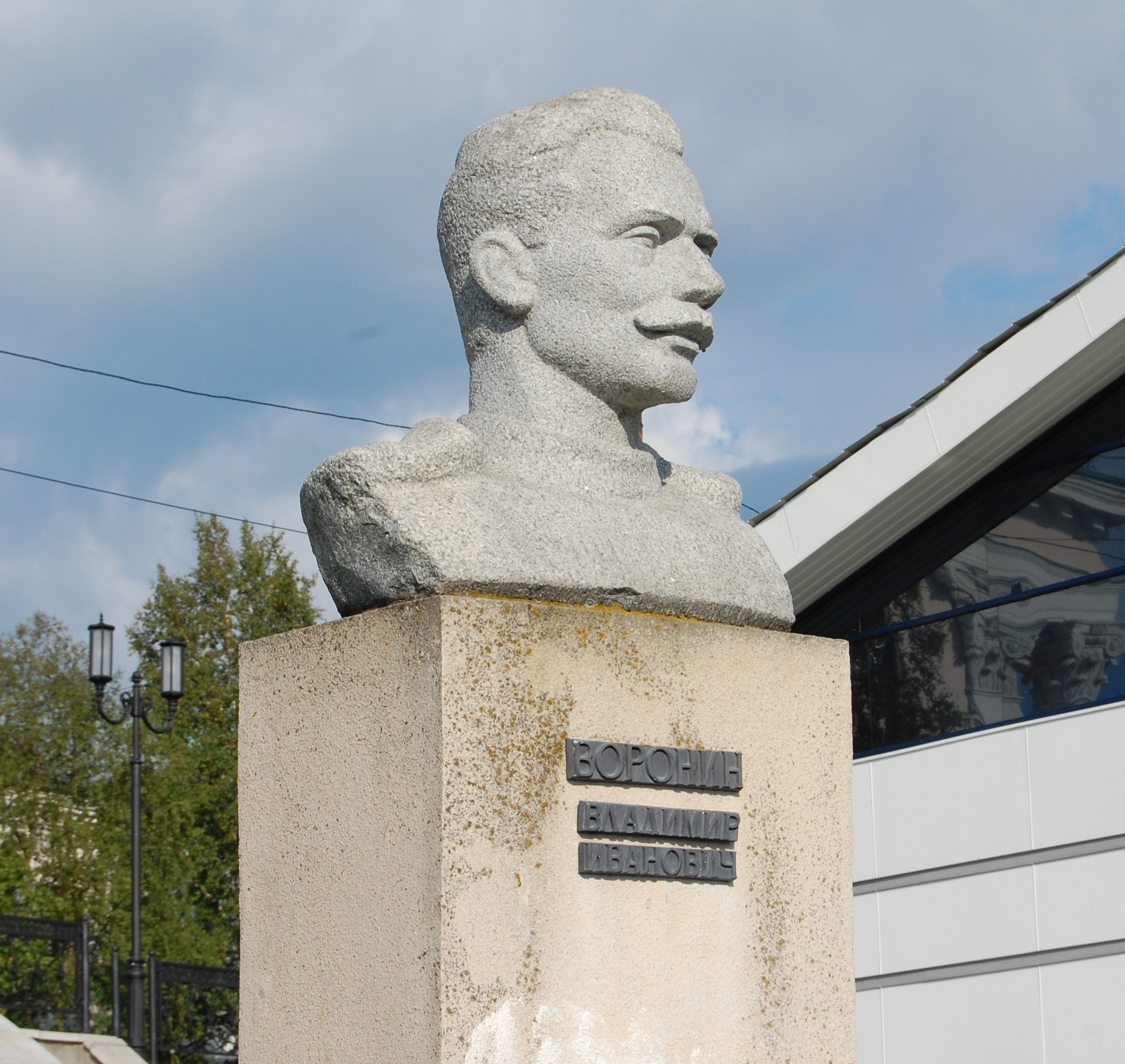
Woronin-Denkmal, Marine-Nordmuseum, Archangelsk

Nach dem Krieg leitete Woronin 1946–1947 das erste sowjetische Arktis-Walfang-Fabrikschiff Slawa. Als er dann dringend um die Rückkehr in die Eisbrecher-Flotte bat, konnte er bald die Josef Stalin der Hauptverwaltung Nördlicher Seeweg übernehmen.
Woronin war 1946–1950 Mitglied des Obersten Sowjets der UdSSR. 1952 trat er in die KPdSU ein.
Im Oktober 1952 brachte Woronin mit der Josef Stalin im Chatangagolf einen Leichter mit schwerem Material für Bohrgruppen nach Tiksi. Als ein Sturm zu Schwierigkeiten führte, erlitt Woronin am 17. Oktober um 4:25 Uhr auf der Kommandobrücke des Eisbrechers einen Schlaganfall. Kurz vor Erreichen des nächstgelegenen Krankenhauses in Dikson starb Woronin am 18. Oktober 1952.
Woronins Namen tragen das Marine-Arktis-Institut in Archangelsk, eine Tiefseerinne und die Woronin-Inseln in der Karasee, ein Kap und ein Gletscher des Franz-Josef-Lands, eine Bucht der Barentssee an der Salisbury-Insel, ein Meerbusen und eine Cala Nowaja Semljas, ein Kap des Viktorialands und eine Cala des Königin-Maud-Lands in Antarktika sowie Straßen in St. Petersburg, Belomorsk, Sewerodwinsk, Archangelsk, Jekaterinburg, Sewastopol und Sokol. Die Band Aquarium widmete ein Lied dem Kapitän Woronin.

## Ehrungen
- Leninorden (1932, 1944)[2]
- Orden des Roten Sterns (1933)
- Orden des Roten Banners der Arbeit (1936)
- Ehrenzeichen der Sowjetunion (1937)
- Orden des Vaterländischen Krieges II. Klasse (1943),[10] I. Klasse (1945)[11]
- Nachimoworden II. Klasse (1945)[2][12]